# 石島紀之
石島 紀之（いしじま のりゆき、1941年 - ）は、中国近代史学者、フェリス女学院大学名誉教授。

## 来歴
東京生まれ。東京大学文学部東洋史学科卒、同大学院修士課程修了。茨城大学人文学部講師、助教授、教授、フェリス女学院大学国際交流学部教授、2012年定年、名誉教授。

## 著書
- 『入試世界史問題の正解法』三省堂 1980
- 『中国抗日戦争史』青木書店 1984
- 『入試新世界史問題の正解法』三省堂 1986
- 『雲南と近代中国 "周辺"の視点から』青木書店 シリーズ中国にとっての20世紀 2004
- 『中国民衆にとっての日中戦争 飢え、社会改革、ナショナリズム』研文出版 2014

### 共編著
- 『重慶国民政府史の研究』久保亨共編 東京大学出版会 2004
- 『重慶爆撃とは何だったのか もうひとつの日中戦争』戦争と空爆問題研究会編 荒井信一,前田哲男,伊香俊哉,聶莉莉,一瀬敬一郎共著 高文研 2009
- 『国際関係のなかの日中戦争』西村成雄,田嶋信雄共編 慶應義塾大学出版会 日中戦争の国際共同研究 2011

翻訳
- 王秀鑫,郭徳宏『中華民族抗日戦争史 1931～1945』監訳 『抗日戦争史』翻訳刊行会訳 八朔社 2012

## 論文
- <石島紀之